# Coptops curvatosignata
Coptops curvatosignata är en skalbaggsart som beskrevs av Pu 1992. Coptops curvatosignata ingår i släktet Coptops och familjen långhorningar. Inga underarter finns listade i Catalogue of Life.